# 東京六大學棒球聯盟
東京六大學棒球聯盟（日語：東京六大学野球連盟、平假名：とうきょうろくだいがくやきゅうれんめい），是六所位於日本東京都所屬的棒球部所構成的學生棒球連盟。

## 組成大學
- 早稻田大學
- 慶應義塾大學
- 明治大學
- 法政大學
- 立教大學
- 東京大学

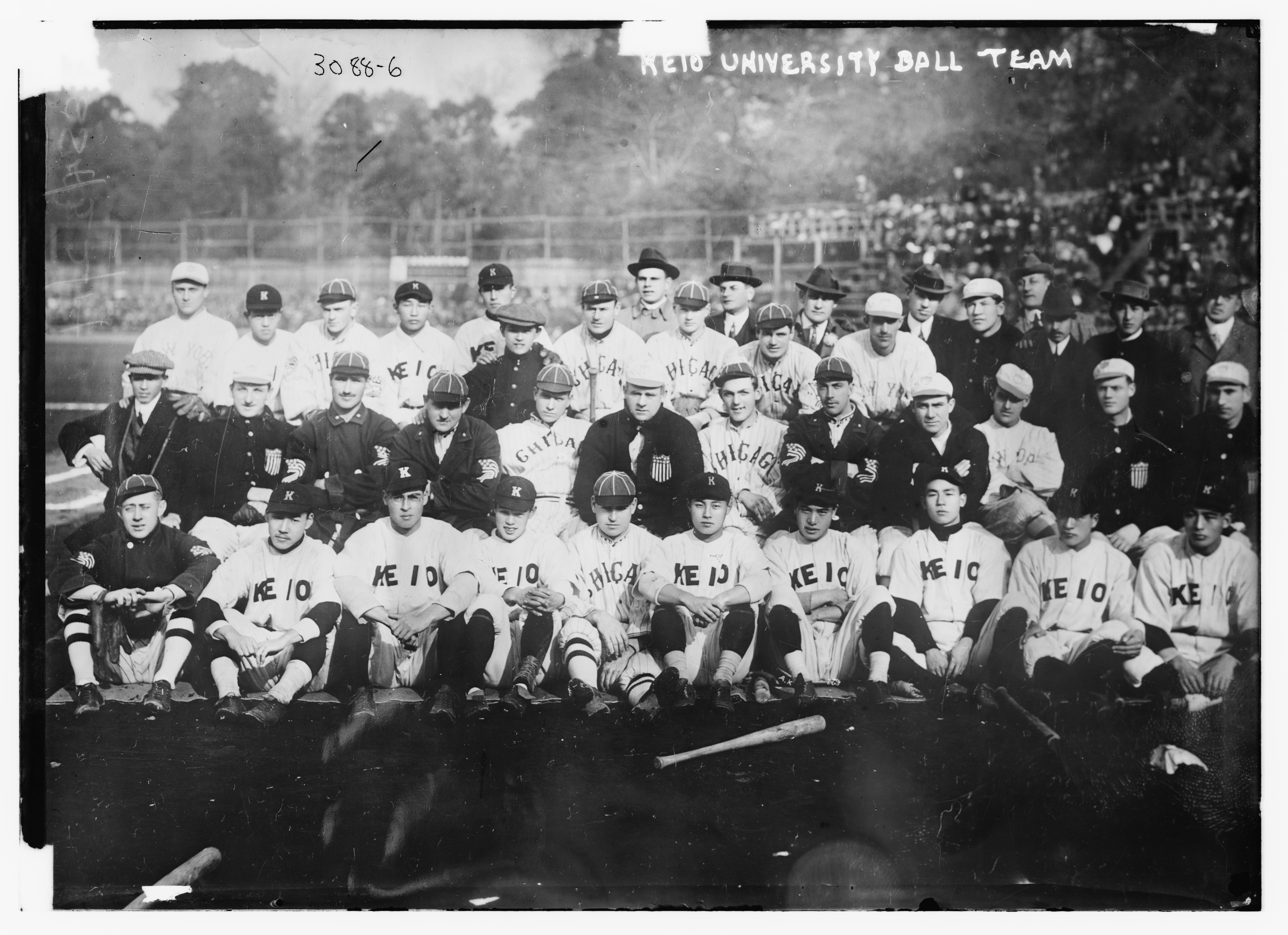
慶應義塾大學 (1914年)
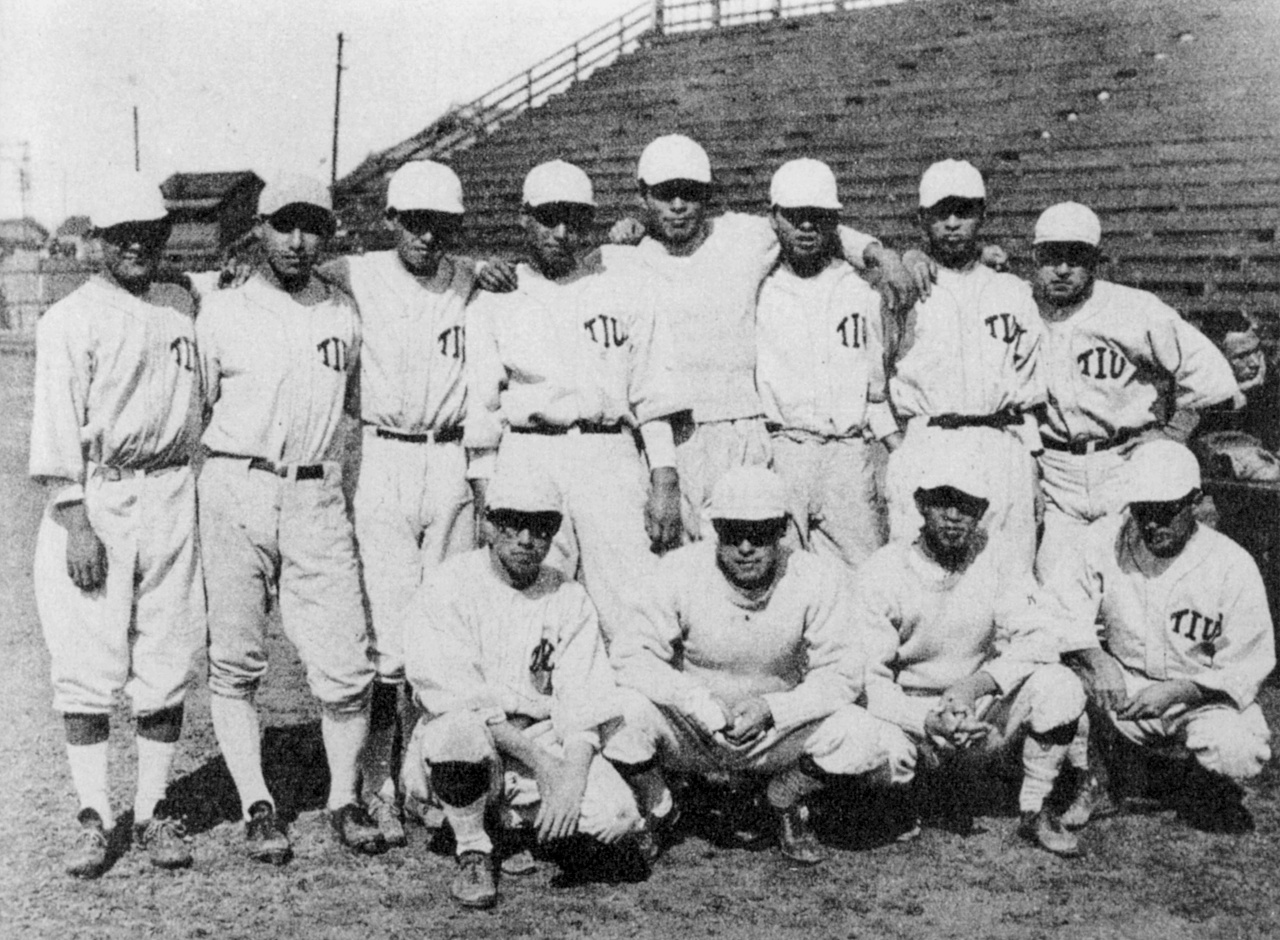
東京大学 (1925年)
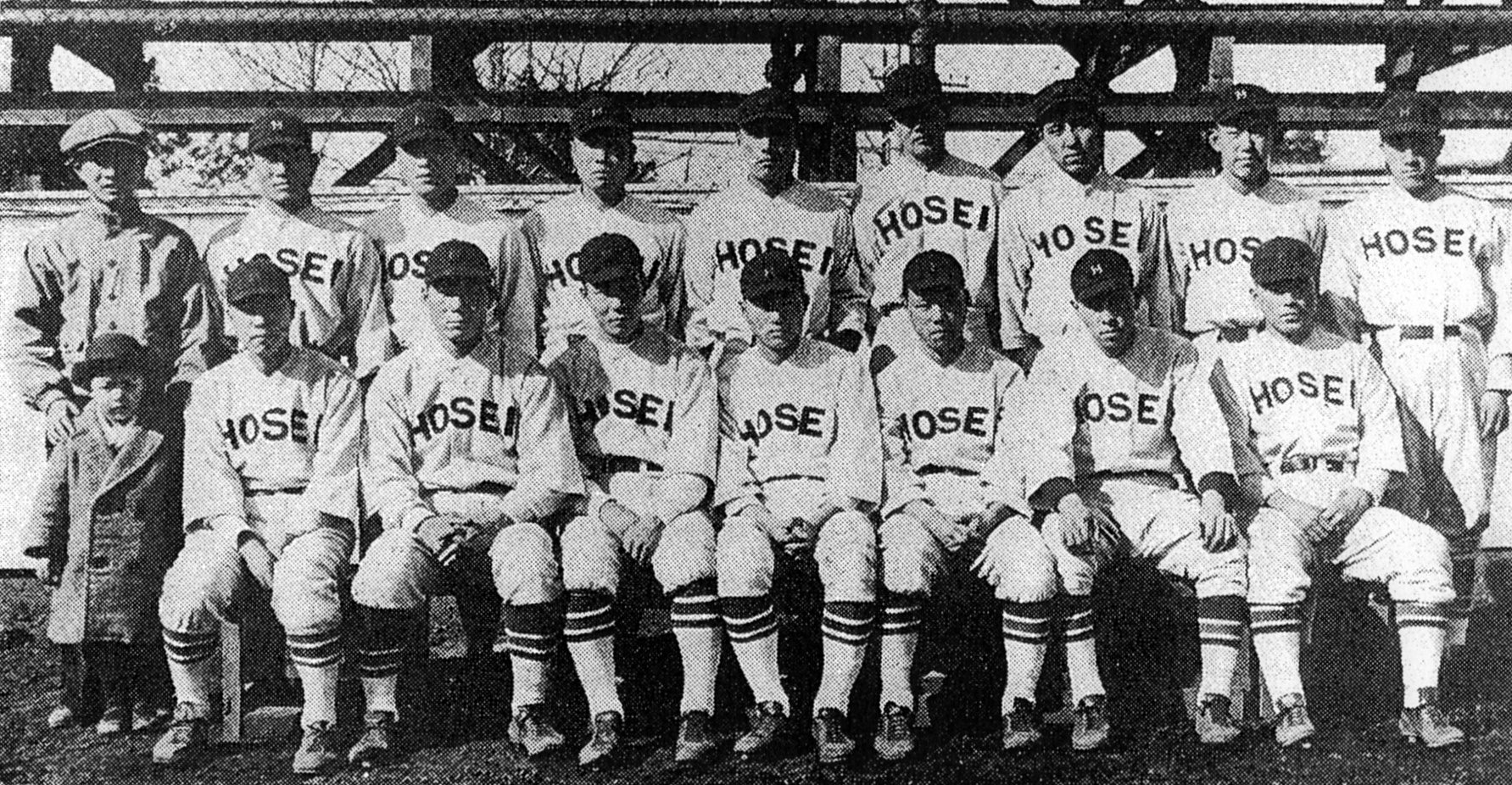
法政大學 (1930年)
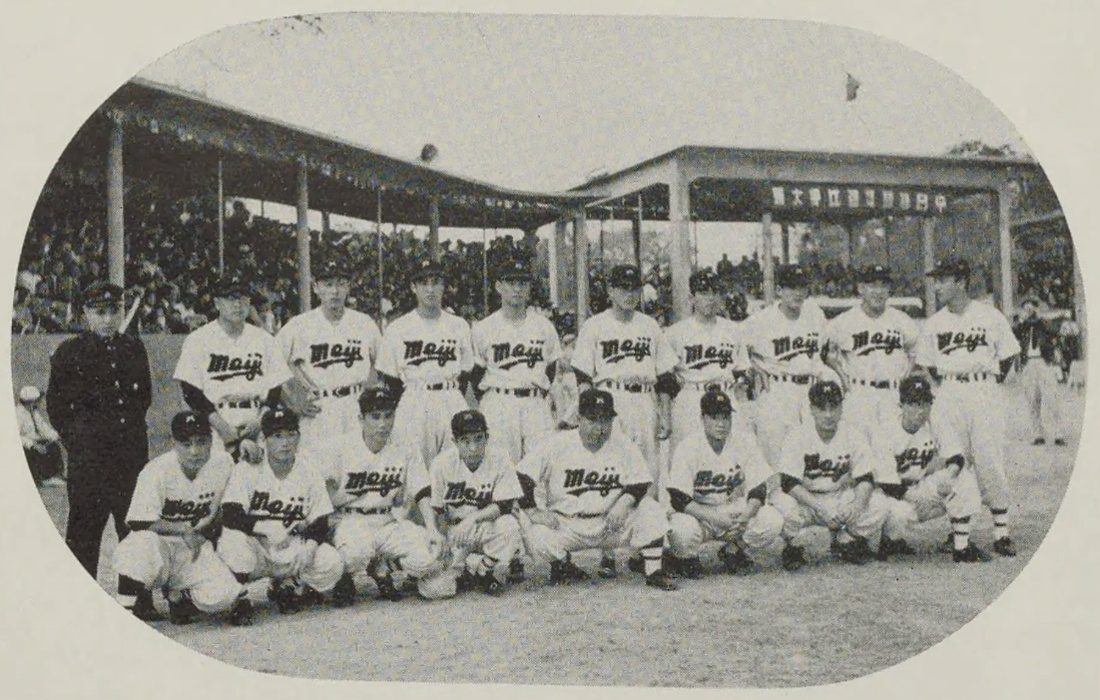
明治大學 (1956年)
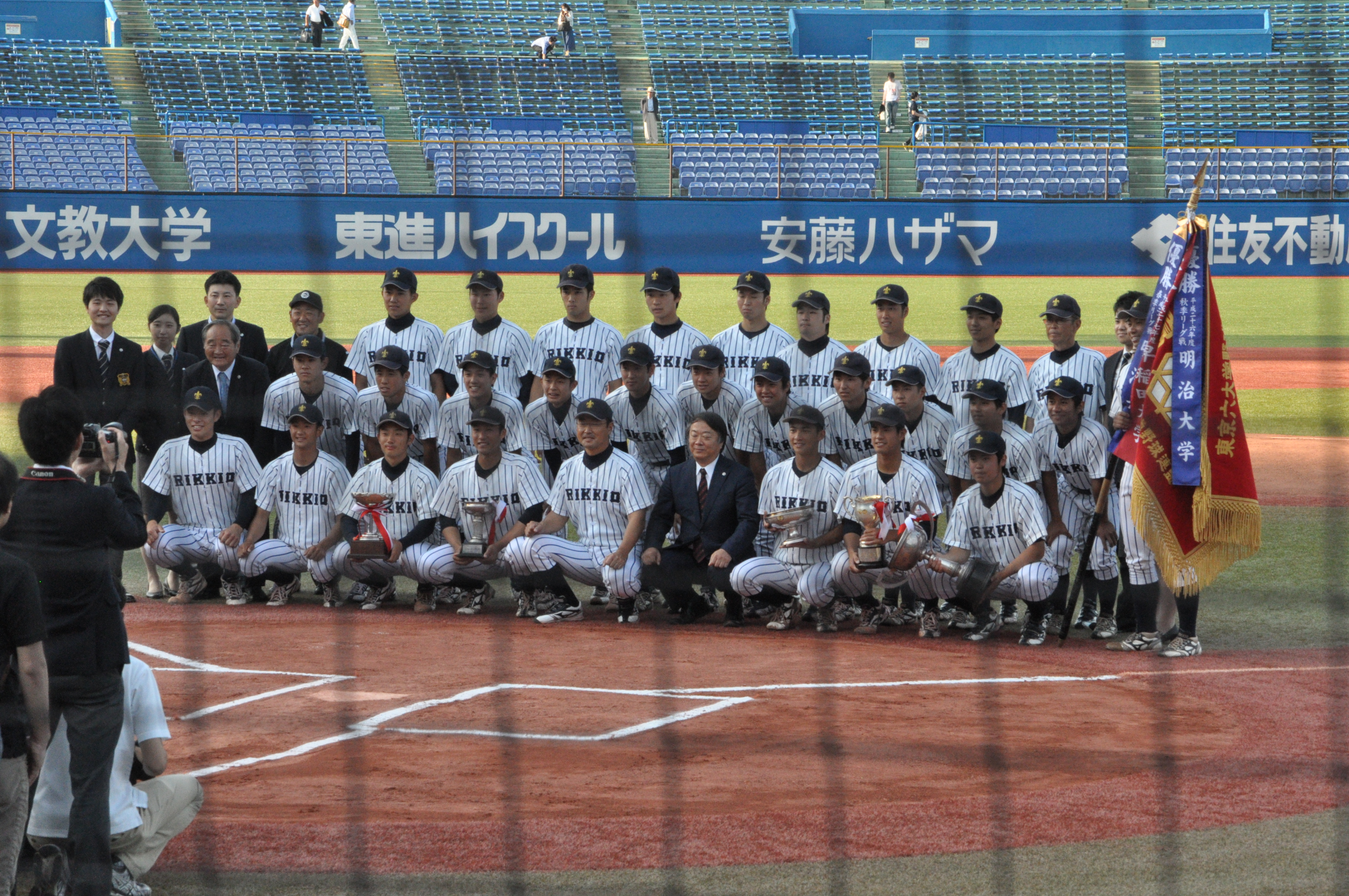
立教大學 (2017年)
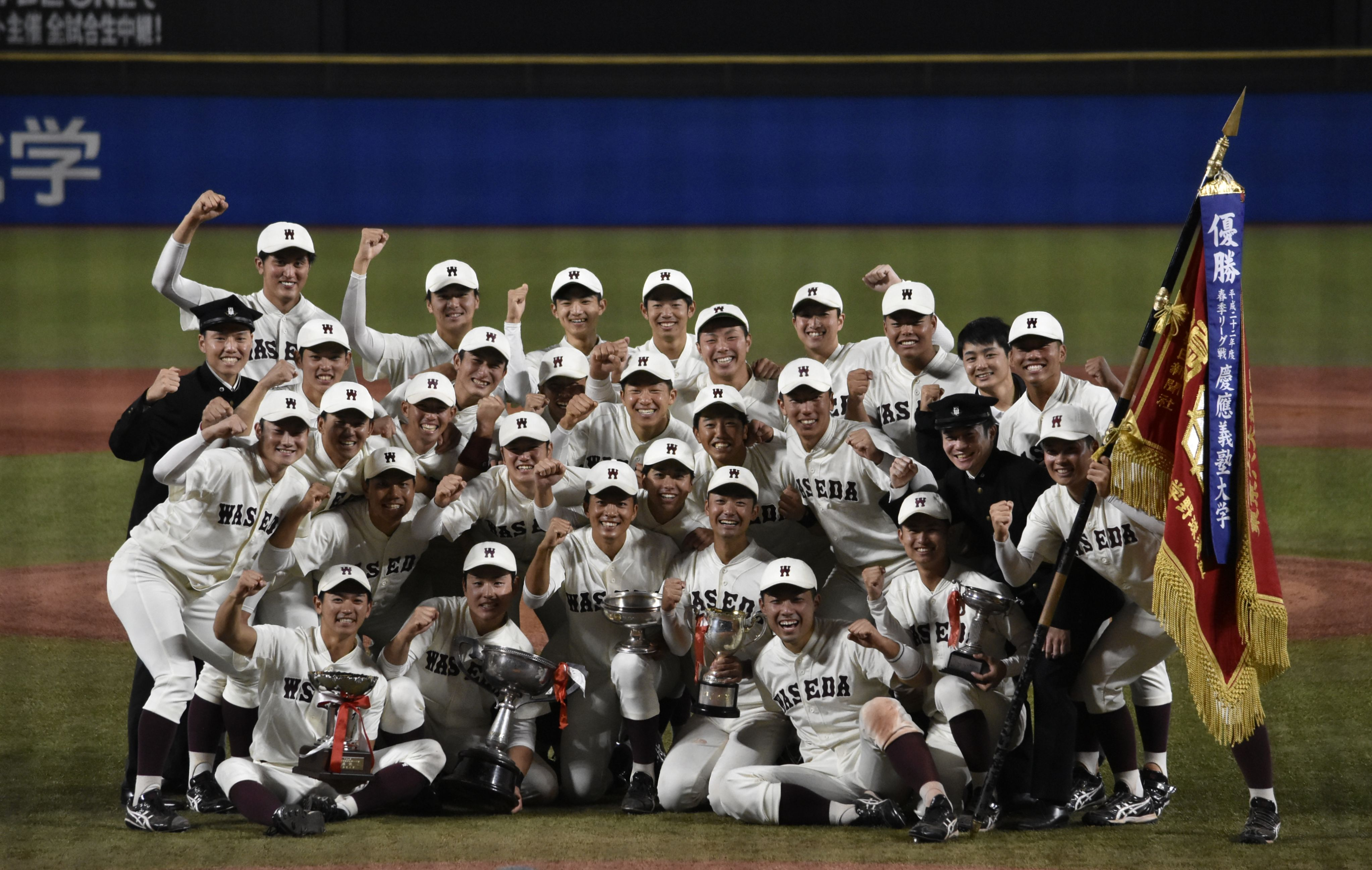
早稻田大學 (2020年)

## 略史
- 1903年 11月21日 早稻田大學與慶應義塾大學進行第一次的對抗賽。此兩校之間的對抗賽俗稱為早慶戰，被視為東京六大學棒球聯盟的起源。
- 1914年 明治大學加入，成為三校聯盟。
- 1917年 法政大學成為此聯盟的第四校。
- 1921年 立教大學加入。
- 1925年 東京帝國大學（現東京大學）加入。東京六大學棒球連盟成立。9月25日的開幕戰為明治對立教。
- 1926年 明治神宮棒球場建成，並成為東京六大學野球聯盟的比賽場地至今。
- 1932年 早稻田大學於5月10日一時脫離連盟，並於同年的秋季回歸。
- 1943年 4月17日 因為戰爭關係，日本政府文部省強制聯盟解散。
- 1946年 戰爭結束，聯盟復活。

## 關連項目
- 東京六大學

## 外部連結
- 東京六大学野球連盟 （页面存档备份，存于）（日語）